# Placidochromis phenochilus
Placidochromis phenochilus là một loài cá thuộc họ Cichlidae.
Nó được tìm thấy ở Malawi và Tanzania. Môi trường sống tự nhiên của chúng là hồ nước ngọt.